# Myiopharus volucris
Myiopharus volucris là một loài ruồi trong họ Tachinidae.